# Principado de Santo Mauro de Nápoles
El título nobiliario de príncipe de Santo Mauro de Nápoles pertenecía a la Reino de Sicilia, en posesión española y fue concedido por el rey Felipe V de España a Diego de Veintimiglia y Rodríguez de Santisteban por Real Decreto de 11 de septiembre de 1705.
En 1862 el título fue suprimido tras el fallecimiento de su última portadora, la VIII princesa de Santo Mauro de Nápoles María Dolores de Santisteban y Horcasitas.
Durante la Regencia del Reino en nombre de Alfonso XIII, la reina regente cursó la rehabilitación del título para Mariano Fernández de Henestrosa y Ortiz de Mioño, nieto de la última portadora. 
Finalmente la Corona optó por hacer concesión a título de duque de Santo Mauro por Real Decreto de 14 de junio de 1890, quedando ratificado tras la publicación del Real Despacho de 30 de julio de 1890.

## Historia

### Principado de Santo Mauro de Nápoles
Durante el transcurso de la Guerra de Sucesión Española, el aspirante francés al trono de España, el posterior y definitivo Felipe V, hizo merced del título de príncipe de Santo Mauro de Nápoles a Diego de Veintimiglia y Rodríguez de Santisteban, IV marqués de Crópani y I conde de Peñón de la Vega, decretándolo el 11 de septiembre de 1705.
El título de conde de Peñón de la Vega también había sido obtenido por Diego en 1696 de manos de Carlos II mientras que el marquesado de Crópani lo había heredado de su abuelo materno.
Diego falleció sin descendencia en 1706, pasando su patrimonio a su hermana Paula de Veintimiglia y Rodríguez de Santisteban, ya que sus dos hermanos varones ya habían fallecido para entonces, también sin descendencia.
Paula, que había contraído unas primeras nupcias con Pedro de Lucena y Sotomayor, tras enviudar casó en segundas nupcias con Francisco del Castillo y Fajardo, II marqués de Villadarias.
Paula dejó en testamento el principado de Santo Mauro de Nápoles a Leonor Petronila de Lucena y Veintimiglia, única hija nacida de su primer matrimonio. La condición testamentaria que llevaba consigo el título era que en caso de quedar la descendencia de Leonor Petronila sin sucesión masculina el título recaería en la descendencia de su segundo matrimonio, la Casa de Castillo.
Los títulos de marqués de Crópani y de Conde de Peñón de la Vega quedaban como patrimonio de Antonio del Castillo y Veintimiglia, el mayor de los hijos de su segundo matrimonio.
Leonor Petronila ostentó el título de III princesa de Santo Mauro de Nápoles desde 1721 hasta 1740, año en el que falleció y año en que se proclamó IV príncipe de Santo Mauro de Nápoles su primogénito Francisco Javier de Avellaneda y Lucena, que ya era desde 1719 II marqués de Valdecañas y III marqués de Torremayor, títulos que había heredado de su padre.
Francisco Javier solo tuvo descendencia femenina, por lo que tras su fallecimiento su hija y heredera solo pudo sucederle en los marquesados de Valdecañas y de Torremayor, mientras que el principado de Santo Mauro de Nápoles pasaba a su tío Juan Bautista del Castillo y Veintimiglia, ya que era el titular de la Casa de Castillo por aquel entonces y por lo tanto, el que tenía los primeros derechos sucesorios, tal y como establecía la disposición testamentaria del principado.
Juan Bautista del Castillo ostentaba además del obtenido título de V príncipe de Santo Mauro de Nápoles, los títulos de IV marqués de Villadarias, VIII marqués de Crópani y de V conde de Peñón de la Vega, heredados de sus hermanos Antonio y Jerónimo.
El primogénito de Juan Bautista, llamado Juan María falleció en 1765 a los 23 años, siendo a partir de entonces su heredero su otro hijo, llamado Francisco.
Francisco se hizo con los títulos de conde de Peñón de la Vega en 1765 tras el fallecimiento de su hermano Juan María, dándole paso sus padres al cederle sus derechos sobre estos feudos, y heredando más tarde el resto de patrimonio que le quedaba en posesión a Juan Bautista tras la muerte de éste en 1773, como era el principado de Santo Mauro de Nápoles, el marquesado de Villadarias y el marquesado de Crópani.
Francisco del Castillo y Horcasitas solo tuvo un hijo, un varón llamado Francisco del Castillo y Fernández de Córdoba y que recibió los condados de Moriana del Río y de Peñón de la Vega por cesión de Francisco, pero murió siendo un adolescente en 1797, quedando el príncipe de Santo Mauro de Nápoles sin sucesión.
Francisco del Castillo y Horcasitas dejó en testamento sus títulos de marqués de Villadarias, príncipe de Santo Mauro de Nápoles y conde de Moriana del Río a su primo hermano Francisco Javier de Santisteban y Horcasitas, cuyas madres eran hermanas, además de ser descendiente también de la Casa de Castillo. Mientras que el marquesado de Crópani y el condado de Peñón de la Vega quedaban en testamento para Melchor María de Avellaneda y Ceballos, hijo de su otro primo hermano Lope Gregorio de Avellaneda y Lucena.
Francisco Javier de Santisteban y Horcasitas se proclamaba en 1798 VII príncipe de Santo Mauro de Nápoles y demás títulos, pero falleció en 1826 sin descendencia masculina, heredando su patrimonio su hija María Dolores, VIII princesa de Santo Mauro de Nápoles, VII marquesa de Villadarias y VIII condesa de Moriana del Río.
María Dolores de Santisteban y Horcasitas fue la última princesa de Santo Mauro de Nápoles, ya que tras su muerte en 1862, la Corona Española se negó a expedir la Real Carta de Sucesión debido al alto rango del título, quedando el principado suprimido.

## Listado de los príncipes de Santo Mauro de Nápoles
|                       | Titular                                          | Periodo               |
| Creación por Felipe V | Creación por Felipe V                            | Creación por Felipe V |
| --------------------- | ------------------------------------------------ | --------------------- |
| I                     | Diego de Veintimiglia y Rodríguez de Santisteban | 1705 - 1706           |
| II                    | Paula de Veintimiglia y Rodríguez de Santisteban | 1706 - 1721           |
| III                   | Leonor Petronila de Lucena y Veintimiglia        | 1721 - 1740           |
| IV                    | Francisco Javier de Avellaneda y Lucena          | 1740 - 1747           |
| V                     | Juan Bautista del Castillo y Veintimiglia        | 1747 - 1773           |
| VI                    | Francisco del Castillo y Horcasitas              | 1773 – 1798           |
| VII                   | Francisco Javier de Santisteban y Horcasitas     | 1798 - 1826           |
| VIII                  | María Dolores de Santisteban y Horcasitas        | 1826 – 1862           |

## Raíces de la Casa de Veintimiglia
Los orígenes de la Casa de Veintimiglia se remontan a su feudo en Liguria y de la unión con la Casa de Altavilla (d'Hautville de Francia) por el matrimonio - más o menos en el 1255 - de Enrico II de Veintimiglia y del Maro (Albenga) con la condesa Isabella de Geraci y Ischia, en Sicilia, de la noblesa normanda,  y posteriormente a la rica familia siciliana de los Pisa-Veintimiglia, señores de este territorio.
Los méritos de esta familia junto con sus riquezas se acrecentaron después de que uno de sus miembros, Bernardo de Pisa-Veintimiglia, fuera el protagonista de la conquista de Málaga a los musulmanes, obteniendo gran cantidad de tierras en el lugar.
El tataranieto de Bernardo de Pisa-Veintimiglia, Francisco de Veintimiglia y Ximénez Xil, fue el fundador de su dinastía y padre del I Príncipe de Santo Mauro Diego de Veintimiglia y Rodríguez de Santisteban.
La Casa de Veintimiglia quedó extinguida muy pronto, en 1706, debido a que su segundo miembro fue el último varón de la familia, Diego de Veintimiglia, al haber muerto sus dos hermanos varones Jerónimo y Clemente sin descendencia.

## Heráldica de la Casa de Veintimiglia
La descripción heráldica del blasón de los Veintimiglia es la siguiente:
Escudo cuartelado con 1 y 4 en campo de gules un águila exployada de oro. Y con 2 y 3 en campo de gules en jefe de oro.
Al timbre corona de oro, enriquecida de piedras preciosas, realzada de ocho florones, cinco a la vista, interpolados con ocho puntas de oro adornadas en sus extremos con perlas, cuatro a la vista.

## El paso de diferentes linajes
Desde que se fundara el principado de Santo Mauro de Nápoles en 1705 hasta que fue suprimido en 1862 fueron cinco linajes los que portaron el título nobiliario de Príncipe de Santo Mauro de Nápoles:
- Casa de Veintimiglia 1705 - 1721
- Casa de Lucena 1721 - 1740
- Casa de Avellaneda 1740 - 1747
- Casa de Castillo 1747 - 1798
- Casa de Santisteban 1798 - 1862

Tras la reconversión del título en ducado han sido tres los linajes que lo han ostentado:
- Casa de Fernández de Henestrosa 1890 - 1987
- Casa de Silva 1987 - 2008
- Casa de Fernández-Villaverde 2008 - actual